# The Sunday Times (Vereinigtes Königreich)
The Sunday Times ist im Vereinigten Königreich und in Irland die größte sonntägliche Zeitung, deren politische Orientierung als Mitte-rechts und somit konservativ angegeben wird. Sie hat eine Auflage von ungefähr 1,3 Millionen Exemplaren. Die Sunday Times wird von der Gesellschaft Times Newspapers, die auch The Times publiziert, herausgegeben. Times Newspapers ist ein Tochterunternehmen der News Corporation.

## Geschichte
Die Zeitung wurde 1821 als The New Observer gegründet und erscheint seit 1822 als Sunday Times. 1893 wurde sie von Rachel Beer und 1908 von Alfred Harmsworth übernommen. 1959 wurde sie Teil der Kemsley-Gruppe, deren Inhaber zu diesem Zeitpunkt Lord Thomson war. Thomson übernahm 1966 ebenfalls The Times und gründete zur Veröffentlichung der beiden Zeitungen die Times Newspapers Limited.
News International, Teil der News Corporation, übernahm sie 1981.

## Herausgeber
- Joseph Hatton (1874–1881)
- Rachel Beer (1893–1904)
- Denis Hamilton (1961–1966)
- Harold Evans (1967–1981)
- Frank Giles (1981–1983)
- Andrew Neil (1983–1994)
- John Witherow (1995–2012)
- Martin Ivens (2013–2019)
- Emma Tucker (seit 2020)

## Bekannte Journalistinnen
- Marie Colvin
- Christina Lamb